# Thuidium himantophyllum
Thuidium himantophyllum är en bladmossart som beskrevs av Theodor Carl Karl Julius Herzog 1916. Thuidium himantophyllum ingår i släktet tujamossor, och familjen Thuidiaceae. Inga underarter finns listade i Catalogue of Life.